# Грингс, Инка
И́нка Гри́нгс (нем. Inka Grings; род. 31 октября 1978, Дюссельдорф) — немецкая футболистка, выступавшая на позиции нападающего, а ныне — главный тренер бельгийского клуба «Брюгге». Наиболее известна по своим выступлениям за футбольный клуб «Дуйсбург 2001» и национальную сборную Германии. Двукратный чемпион Европы (2005 и 2009), бронзовый призёр летних Олимпийских игр (2000).

## Карьера

### Клубная
Инка Грингс заключила контракт с ЖФК «Дуйсбург 2001» в 1995 году и быстро стала важнейшим игроком для клуба. В последующие годы Грингс стала одной из самых успешных футболисток женской Бундеслиги. В 1998 году Грингс в составе клуба выиграла первый титул — кубок Германии по футболу. В сезоне 1998/99 Инка Грингс стала лучшим бомбардиром чемпионата, а в 1999 году стала футболисткой года в Германии.
В последующие годы Грингс стала лучшим бомбардиром женской Бундеслиги, поразив ворота соперника 350 раз к январю 2011 года. В сезоне 1999/00 «Дуйсбург» стали чемпионами Германии, а Грингс в этом сезоне установила абсолютный рекорд — 38 забитых голов. В 2009 году Грингс подняла над головой кубок УЕФА среди женщин. В течение трёх лет с 2008 по 2010 годы Инка становилась лучшим бомбардиром сезона, благодаря чему вновь стала футболисткой года в Германии (в 2009 и 2010 годах).
1 сентября 2011 года, за год до окончания контракта с «Дуйсбургом», Грингс перешла в швейцарский клуб «Цюрих». В этом же году Инка стала обладателем кубка Швейцарии и победителем чемпионата. В 2013 году выступала в WPS в составе клуба «Чикаго Ред Старз», куда перешла вместе с подругой по национальной сборной Соней Фусс. Завершила карьеру игрока в немецком «Кёльн».

## В сборной
Дебютировала в составе сборной в мае 1996 года в матче против Финляндии. Выступала в составе сборной Германии на Чемпионате мира 1999 года, забив три гола. На Олимпийских играх 2000 года в составе команды стала обладательницей бронзовых медалей футбольного турнира. Множество международных турниров Грингс пропустила из-за травм (чемпионат Европы 2001, чемпионат мира 2003, Олимпийские игры 2004). На чемпионате Европы 2005 года стала лучшим бомбардиром турнира, забив четыре мяча и завоевав с командой титул чемпионов Европы. Отсутствовала на чемпионате мира 2007 и Олимпийских играх 2008 из-за разногласий с главным тренером сборной Сильвией Нейд. Вновь вызывается в сборную на чемпионат Европы 2009. Грингс вместе с командой завоёвывает очередной титул чемпионов Европы, а также с пятью забитыми мячами вновь становится лучшим бомбардиром чемпионата.
Инка Грингс в составе национальной сборной забила 64 мяча, являясь третьим бомбардиром женской сборной Германии после Биргит Принц (128) и Хайди Мор (83). В среднем, за свои 96 игр Инка забивала 0,69 голов за матч, что делает её вторым по результативности игроком сборной за всю историю.

## Личная жизнь
Инка Грингс является открытой бисексуалкой. Имела отношения с коллегой по команде Линдой Брезоник и бывшим тренером «Вольфсбурга» Хольгерем Фахом.